# Arvind Gupta
Arvind Kumar Gupta (ur. 4 grudnia 1953) – indyjski wynalazca zabawek i popularyzator nauki. Absolwent Indian Institute of Technology (IIT) w Kanpur. Jest autorem lub współautorem książek i artykułów dotyczących popularyzacji nauki wśród dzieci, prowadzi również programy telewizyjne oraz jako konsultant UNESCO ds. nauki przedmiotów ścisłych, brał udział w programach edukacyjnych w wielu krajach.
Jako zwolennik zasad Gandhiego, wziął udział w 1978 w programie nauczania dzieci Hoshangabad w stanie Madhya Pradesh. Od tego czasu zajmuje się projektowaniem i tworzeniem pomocy naukowych dla najmłodszych. Gupta tworzy zabawki edukacyjne z odpadów lub przedmiotów codziennego użytku (gazet, słomek, dętek rowerowych itp.), które mogą być wykonane minimalnym kosztem. Pracuje w Dziecięcym Centrum Nauki znajdującym się w Międzyuczelnianym Centrum Astronomii i Astrofizyki (IUCAA) Pune w Indiach.
Motto, jakie znajduje się na jego stronie internetowej, brzmi:

Najlepszą rzeczą, jaką dziecko może zrobić z zabawką, to ją zepsuć!

## Nagrody
Arvind Gupta zdobył wiele nagród za popularyzację nauki oraz projektowanie pomocy dydaktycznych dla dzieci. Należą do nich m.in. inauguracyjna Nagroda Państwowa za popularyzację nauki wśród dzieci (1988), Nagroda dla wybitnego absolwenta IIT w Kanpur w 2001 r., Nagroda im. Indiry Gandhi za popularyzację nauki przyznana przez Indyjską Akademię Nauk (2008), Nagroda Regionalnego Centrum TWAS – Akademii Nauk dla krajów rozwijających się (ang. TWAS, Academy of Sciences for the Developing World) (2010).